# غايين (مغنية)

سون غاي-آن (من مواليد 20 سبتمبر 1987)، ومعروفة باسم غايين، ه مغنية وممثلة وممثلة كورية جنوبية.  اشتهرت كعضوة في فرقة الفتيات الكورية الجنوبية براون آيد غيرلز وظهورها إلى جانب، كفنانة منفردة أصدرت ستة أسطوانة مطولة.

## المهنة

### 2005- 09: بروان آيد غيرلز
لقد لاحظت سون جا إن من قبل الأعضاء الحاليين في بروان آيد غيرلز بعد أن تم إقصاؤها في برنامج Let's Coke Play! ،Battle Shinhwa! تم الاتصال بها من قبل الملحن آهن جونغ هون ودعيت إلى الاختبار في شركة بروان آيد غيرلز ، وانضمت في النهاية إلى الفرقة.  قامت الأعضاء الأربعة بعدة عروض صغيرة قبل الظهور لأول مرة رسميًا باسم بروان آيد غيرلز في عام 2006،
على الرغم من النجاحات الأولية ، لم تحقق الفرقة نجاح رئيسي حتى عام 2009 بأغنيتهم الناجحة "Abracadabra" ، والتي كانت نقطة تحول في حياة الفرقة وصورتهم العامة ، بعد النجاح غير المتوقع للأغنية ، واصلت الفرقة في أن تصبح واحدة من أكثر أسماء فرق الفتيات الكورية شعبية.

### 2010: الظهور المهني الفردي، و Step 2/4
في أبريل 2010 ، تم الإعلان عن أن جميع أعضاء الفرقة سيواصلون مهنتهم الفردية بجانب أنشطة الفرقة.  أصبحت غايين نفسها هي العضوة الثانية الذي تبدأ أنشطتها الفردية بعد نارشا ، من خلال إصدارها أول ألبوم مصغر لها بعنوان Step 2/4 مع أغنية "Irreversible" كأغنية رئيسية للالبوم في أكتوبر 2010 ، ثم تم إصدار الفيديو الخاص بالمقطع الصوتي في 8 أكتوبر 2010 ، إلى جانب إصدار الألبوم ، حقق الألبوم المصغر أيضًا نجاحًا متواضعًا ، ووصل في المرتبة الثانية على مخطط غاون للموسيقى فئة ألبومات الاسبوعية، بينما اعتبرت الاغنية الرئيسية من الالبوم أول أغنية فردية لها. 
بعد الترويج لألبوم بروان آيد غيرلز الرابع ، تم الكشف عن أن غايين قد وقعت عقدًا مع وكالة لوين إنترتينمنت لإدارة مهنتها الفردية.

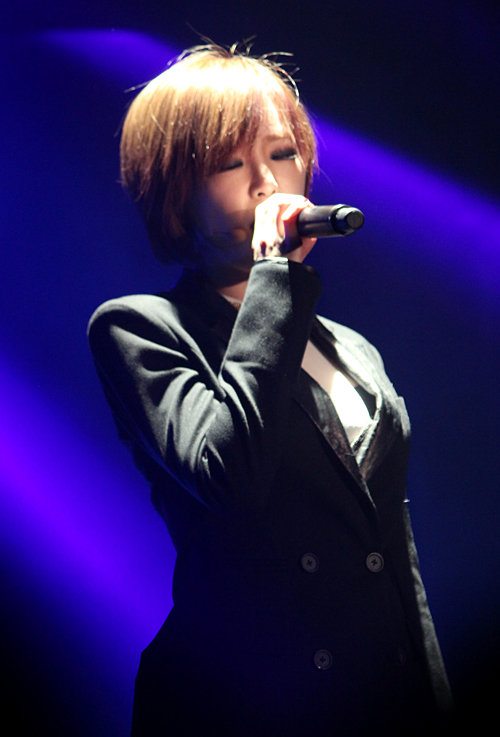
غايين في 2012

في وقت لاحق في 8 أبريل 2013 ، تم إصدار Romantic Spring كمشروع تعاون بين غايين نفسها والمغنية الكورية Cho Hyung-woo ، التي أصبحت فيما بعد زميلة لها ، في 13 أبريل 2013 ، ظهرت في فيديو المغني ساي الموسيقي «Gentleman» ، إلى جانب الرقص «المتغطرس» الذي تم تعميمه في أغنية Brown Eyed Girls "Abracadabra". [4]  ثم عادت مع ألبوم استوديو بروان آيد غيرلز الخامس Black Box ، الذي تم إصداره في 25 يوليو 2013 ، وظهر لاحقًا كمؤد ضيف لـ أغنية المغنية ايو "Everybody Has Secrets" في إصدارها لعام 2013 ، في نفس العام ، تركت غايين وكالة لوين إنترتينمنت وانضمت إلى وكالة APOP Entertainment
في بداية عام 2014 ، أصدرت Gain أغنية من الاسطوانة المطولة (EP) القادمة لها بعنوان Truth or Dare ، وقد سبق الألبوم أغنية "Fxxk U" ، التي تلقت ردود فعل متباينة من الجمهور بسبب موضوعها المتعلق بالعنف المنزلي ؛  تم إصدار الأغنية الثانية من الالبوم «الحقيقة أو الجرأة» (Hangul: 진실 혹은 대담) في 6 فبراير 2014 وتلقت نجاح متواضع.
خلال مقابلة مع بيلبورد، أعلنت غايين أن فرقة بروان آيد غيرلز ستعود بألبوم جديد يتزامن مع الذكرى السنوية العاشرة منذ ظهورها لأول مرة في عام 2006، أصدرت غايين أول ألبوم كامل لها بعنوان End End في 8 سبتمبر 2016

## الحياة الشخصية
تألق الممثل جو جي هون في فيديو الموسيقي غايين لـ "Fxxk U" في يناير 2014 ، والذي تصدّر عناوين الصحف بسبب موضوعه الصريح الذي يتحدث عن العنف المنزلي وايضً اللقطات الحميمة بين جو جي هون وغايين جعلت الجميع يشك ان هناك علاقة بينهم ، بعد ذلك بوقت قصير ، في أبريل بدأ الاثنان المواعدة ، وأعلن عن علاقتهما في مايو.
انتشرت تقارير تفيد عن إنفصال غايين و جو جي هون في 2017 بعدات 3 سنوات من المواعدة ، اكدت كِل من وكالة Keyeast Entertainment و Mystic Entertainment أن الأخبار صحيحة.
قالت كل من Keyeast Entertainment و Mystic Entertainment في 7 يوليو ، «صحيح أن [غايين] و [جو جي هون ] قد انفصلا.  نطلب تفهمكم أن أي تفاصيل أخرى هي أمور خاصة ، لذلك من الصعب علينا أن نقول المزيد».
في وقت سابق ، في أوائل يونيو ، اعترفت غايين على إنستغرام بأن صديق جو جي هون عرض عليها الماريجوانا ، مما أثار تحقيقًا في الشرطة في الأمر.

## روابط خارجية
- غايين على موقع IMDb (الإنجليزية)
- غايين على موقع ميوزك برينز (الإنجليزية)
- غايين على موقع أول ميوزيك (الإنجليزية)
- غايين على موقع قاعدة بيانات الفيلم (الإنجليزية)
- غايين على موقع كينوبويسك (الروسية)